# Acrocercops marmarauges
Acrocercops marmarauges är en fjärilsart som beskrevs av Edward Meyrick 1936. Acrocercops marmarauges ingår i släktet Acrocercops och familjen styltmalar. Inga underarter finns listade i Catalogue of Life.